# قانون حق الطفل في الرضاعة الطبيعية
قانون حق الطفل في الرضاعة هو قانون تشريعي مقترح يسعى إلى حماية حق الطفل في الرضاعة الطبيعية في أي مكان يُصرح فيه تواجد الأم والطفل معا. تم تقديمه لأول مرة في مجلس مندوبي فرجينيا الغربية من قبل بوني براون (D-30th-Kanawha). وشارك في رعاية مشروع المندوبين لونغ، وبالومبو، وبوتشر، وإيللم، وفارنر، ودويل. قدم الدكتور فوستر والعديد من مقدمي مشروع القرار مشروع القانون في مجلس الشيوخ في نفس اليوم. يبرز عنوان مشروع القانون أن هذه هي المحاولة الأولى لإدخال تشريعات الرضاعة الطبيعية التي تركز على الطفل بدلاً من الأم.
وتمنى أنصار مشروع القانون -الذين تخطوا 93 مقابل 4 في مجلس النواب والذين شاركوا دون تصويت في مجلس الشيوخ- أن تنضم ولاية فرجينيا الغربية إلى الولايات الأخرى في حماية الأمهات المرضعات من التمييز. فالرضاعة الطبيعية في الأماكن العامة ليست غير قانونية في حد ذاتها.
في يوم الجمعة 29 يوليو 2005 ، ذكر الحاكم جو مانشين أن الأمهات يجب ألا يتعرضن لمضايقات من أجل الرضاعة الطبيعية. وقدم هذا البيان خلال حدث في قاعة الاستقبال الخاصة بالمحافظ حيث أصدر إعلاناً جعل فيه شهر أغسطس شهرا للرضاعة الطبيعية في ويست فرجينيا.
تضم المجموعة التي تناضل من أجل القانون الجمهوريين والديمقراطيين والمستقلين. جينيفر براينت -أم تعرضت لمضايقات في تشارلستون- وهي ديمقراطية في حين أن كاسي مارتن -أم طلبت التوقف عن الرضاعة الطبيعية في هنتنغتون- جمهورية.